# Electrophaes fulgidaria
Electrophaes fulgidaria är en fjärilsart som beskrevs av John Henry Leech 1897. Electrophaes fulgidaria ingår i släktet Electrophaes och familjen mätare. Inga underarter finns listade i Catalogue of Life.